# محمدهادی نائیجی
هادی نائیجی (زاده ۵ دی ۱۳۵۵ - آمل) کارگردان و فیلم‌نامه‌نویس سینما و تلویزیون اهل ایران است. وی فارغ التحصیل رشته فلسفه از دانشگاه قم است. وی فعالیت حرفه‌ای را از سال ۱۳۷۸ با دستیاری بهروز افخمی در فیلم «فرزند صبح» آغاز کرد. هادی نخستین تجربه کارگردانی سینمایی خود را سال ۱۳۹۲ با به تصویر کشیدن فیلم‌نامه «حق‌السکوت» که خود نگارش آن را بر عهده داشته است، پای بر وادی سینما گذاشت و دو سال بعد با همکاری سه کارگردان صاحب نام دیگر اپیزودی از یک فیلم با عنوان «هیهات» را کارگردانی کرده است. او هم اکنون به عنان کارشناس، عضو شورای پروانه فیلمسازی سینمایی است.

## کارگردان
- فیلم سینمایی آنتیک (۱۴۰۳)
- یک اپیزود از فیلم سینمایی هیهات (۱۳۹۴)
- فیلم سینمایی حق سکوت (۱۳۹۲)
- مجموعه تلویزیونی آخرین ایست بازرسی (۱۳۹۱)

## نویسنده
- فیلم سینمایی آنتیک (۱۴۰۳)
- یک اپیزود از فیلم سینمایی هیهات (۱۳۹۴)
- فیلم سینمایی حق سکوت (۱۳۹۲)
- مجموعه تلویزیونی آخرین ایست بازرسی (۱۳۹۱)

## هیئت داوران
- جایزه شهید آوینی جشنواره سینما حقیقت

## جوایز
- برنده جایزه بهترین فیلمنامه در جشنواره سینما و دین ترنتو برای فیلم حق سکوت - ۲۰۱۶
- برنده جایزه بهترین فیلم لوباجت در جشنواره فیلم فونیکس ملبورن برای فیلم حق سکوت - ۲۰۱۶
- نامزد جایزه خلاقیت و استعداد درخشان در هشتمین جشن انجمن منتقدان و نویسندگان سینمایی برای فیلم حق سکوت - ۱۳۹۳
- برنده سیمرغ بلورین بهترین فیلمنامه فیلم اول در سی و دومین دوره جشنواره بین‌المللی فیلم فجر برای فیلم حق سکوت - ۱۳۹۲
- نامزد سیمرغ بلورین بهترین کارگردانی فیلم اول در سی و دومین دوره جشنواره بین‌المللی فیلم فجر برای فیلم حق سکوت - ۱۳۹۲
- برنده جایزه بهترین بهترین فیلمنامه در جشنواره فیلم صد برای فیلم حق سکوت – ۱۳۹۲